# Carlos Correa de Saa
Don Carlos José Correa de Saa y Lazón (1770-1820) fue un abogado y político chileno del siglo XIX.

## Biografía

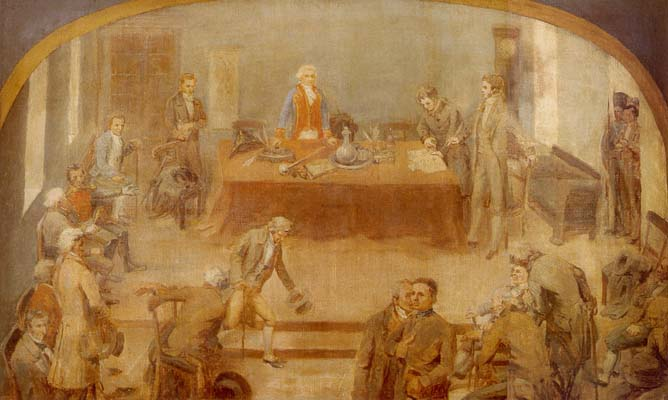
Primera Junta Nacional de Gobierno de Chile.

Su principal participación tuvo lugar durante la Patria Vieja. Fue hermano de otro destacado servidor público chileno, Rafael Correa de Saa y Lazón, ambos hijos de Don Roque Correa de Saa y Peñalosa y de Doña Teresa Seferina de Lazón y Sotomayor.

## Trayectoria pública
José Miguel Carrera lo sindica como uno de los instigadores del movimiento patriota que por entonces (mediados de 1811) tenía la intención (junto a los Ochocientos) de cambiar la conformación del Congreso Nacional, que a esa fecha era en su mayoría moderada. Tras el Primer Golpe de Estado de José Miguel Carrera, él mismo fue uno de los dos nuevos diputados (junto con Fray Joaquín Larraín) que se incorporaron para echar a andar un plan de reformas de corte más radical. Sin embargo, su puesto en el Congreso duró poco, pues renunció a él para que la representación por Santiago quedara en 6 diputados como se había acordado previamente.
Carrera menciona que le encomendó junto a Gaspar Marín redactar un manifiesto con el cual se derrocó al Congreso Nacional a inicios de diciembre de 1811 y en su lugar se ubicó una Junta Gubernativa dirigida por el mismo Carrera.
En 1813 fue vocal de la Junta de Imprenta, y tras la Reconquista no huyó del país hacia Mendoza, por lo que fue desterrado a Juan Fernández hasta 1817. Finalmente murió en agosto de 1820.